# Klaus Meine
Klaus Meine (Hannover, 25 mei 1948) is een Duits zanger, vooral bekend vanwege zijn werk als de frontman en soms ook de slaggitarist van de hardrockband Scorpions.
Meine is een contratenor met een uitgebreid bereik. Hij wordt wereldwijd gerespecteerd omwille van zijn steun en inzet voor muziek in het algemeen en de mensenrechten.
Meine schreef de meeste, maar niet alle, lyrics van de nummers van Scorpions. Sommige nummers, waaronder de hit Rock You Like a Hurricane, schreef hij samen met Herman Rarebell (de vorige drummer van Scorpions). Sommige van de hits van Scorpions schreef hij volledig alleen, zoals Wind of Change.
In 1981, net na een wereldtournee en tijdens de opnames van het album Blackout, verloor Meine zijn stem zo erg dat hij niet eens meer kon praten. Zijn dokter raadde hem toen aan om een ander beroep te zoeken en te stoppen met zingen. Meine negeerde dit, volgde therapie en onderging twee stembandoperaties, waarna zijn stem weer als vanouds was. Hit Parader plaatste Meine op de 22e plaats in de lijst van de beste heavy-metalzangers ooit.